# Chute libre (roman de Dorothy B. Hughes)
Pour les articles homonymes, voir Chute libre.
Chute libre (titre original : The Fallen Sparrow) est un roman policier américain écrit par Dorothy B. Hughes publié en 1942.

## Traduction
La traduction française est de Emmanuèle de Lesseps.

## Critique
Claude Mesplède dans le Dictionnaire des littératures policières affirme que « ce fascinant thriller publié en pleine guerre, dénonce sans équivoque l'idéologie fasciste et la torture. Si les coïncidences abondent, l'intérêt essentiel du récit réside dans la reconstitution du malaise et de l'atmosphère pesante qui accablent le héros, l'amenant à douter de tous et de tout ».

## Éditions
- Christian Bourgois éditeur, coll. « Série B » (1984)  (ISBN 2-267-00367-8)
- J'ai lu no 2275 (1987)  (ISBN 2-277-22275-5)
- Payot & Rivages, coll. « Rivages/Noir » no 211  (ISBN 2-86930-901-5)

## Autour du roman
Le roman est dédié à Eric Ambler.

## Adaptation
- 1943 : Nid d'espions (The Fallen Sparrow), film américain réalisé par Richard Wallace, avec John Garfield, Maureen O'Hara et Walter Slezak[2]